# Río Sereno (Panama)
Río Sereno è un comune (corregimiento) della Repubblica di Panama situato nel distretto di Renacimiento, provincia di Chiriquí, di cui è capoluogo. Si estende su una superficie di 83,2 km² e conta una popolazione di 5.463 abitanti (censimento 2010).